# Złote Dzioby
Złote Dzioby – Nagrody Polskiej Muzyki (pierwsze trzy edycje jako Polskie Nagrody Muzyczne i Kulturalne) – nagrody przyznawane w drodze głosowania szerokiej publiczności.
Po raz pierwszy zostały wręczone 17 listopada 2005 roku w warszawskim klubie Tango. Pomysłodawcą i przewodniczącym Kapituły Nagród Złote Dzioby był wieloletni Dyrektor Programowy Radia WAWA Jarosław Paszkowski. Wszystkie ceremonie były prowadzone przez małżeństwo Monikę Tarkę i Roberta Kilena, dziennikarzy Radio WAWA.
Kapituła wybierała po pięciu nominowanych w każdej z kategorii, po czym zwycięzcy wyłaniani byli przez publiczność (słuchaczy, czytelników i widzów partnerów) w drodze głosowania internetowego lub sms-owego. Nagrody były przyznawane pod patronatem Radia WAWA oraz TVN (trzykrotnie), TVP2 (raz), Wprost, Superexpress, onet.pl (trzykrotnie) i wp.pl (dwukrotnie).
Dodatkowo przyznawana była nagroda Super Dzioba dla osoby lub zespołu, którzy szczególnie zasłużyli się dla polskiej muzyki. Nagrodę tę przyznawała Akademia Złotych Dziobów złożona z laureatów dotychczasowych edycji.
W 2010 roku nagrody zostały wręczone po raz ostatni.

## Złote Dzioby 2009
Gala wręczenia nagród odbyła się 23 lutego 2010 roku w warszawskim klubie Dekada. Laureatami zostali:
Płyta Roku
- Andrzej Piaseczny: Spis rzeczy ulubionych
  - Kult: Hurra!
  - Hey: Miłość! Uwaga! Ratunku! Pomocy!
  - IRA: 9
  - Wilki: MTV Unplugged

Przebój Roku
- Agnieszka Chylińska: „Nie mogę Cię zapomnieć”
  - Andrzej Piaseczny: „Rysowane tobie”
  - Paulla: „Od dziś”
  - Pectus: „Jeden moment”
  - Sasha Strunin: „To nic kiedy płyną łzy”

Wokalista Roku
- Andrzej Lampert
  - Andrzej Piaseczny
  - Muniek Staszczyk
  - Tomasz „Lipa” Lipnicki
  - Łukasz Zagrobelny

Wokalistka Roku
- Kasia Kowalska
  - Anna Wyszkoni
  - Agnieszka Chylińska
  - Kayah
  - Katarzyna Wilk

Zespół Roku
- PIN
  - Kult
  - Hey
  - Pectus
  - Bracia

Odkrycie Roku
- Ewa Farna
  - Paulla
  - Mrozu
  - Sasha Strunin
  - Volver

Super Dziób
- Jan Borysewicz

## Złote Dzioby 2008
Gala wręczenia nagród odbyła się 10 listopada 2008 roku w Sali Kongresowej Pałacu Kultury i Nauki w Warszawie i była po raz pierwszy transmitowana przez TVP2. Laureatami zostali:
- Przebój roku: „Jak anioła głos” - Feel
- Wokalistka roku: Doda
- Wokalista roku: Piotr Kupicha
- Zespół roku: Kombii
- Odkrycie roku: Manchester
- Teledysk roku: „Nie daj się” - Doda
- Płyta roku: Stachursky - „Wspaniałe polskie przeboje"
- Super Dziób: Perfect

## Złote Dzioby 2007
Gala wręczenia nagród odbyła się 15 listopada 2007 roku w Sali Kongresowej Pałacu Kultury i Nauki w Warszawie. Laureatami zostali:
- Przebój roku: „Świat się pomylił” - Patrycja Markowska
- Wykonawca roku: Katarzyna Nosowska
- Płyta roku: KOMBII - „Ślad"
- Odkrycie roku: Feel
- Wydarzenie roku: Przyznanie Polsce praw do organizacji Euro 2012
- Medialna osobowość roku: Doda
- Najlepszy tekst (nagroda Wprost): „Miasto budzi się” - Paweł Kukiz
- Teledysk roku (nagroda Onet.pl): „Katharsis” - Doda
- Super Dziób: Jurek Owsiak

## Złote Dzioby 2006
Gala wręczenia nagród odbyła się 6 listopada 2006 roku w Sali Kongresowej Pałacu Kultury i Nauki w Warszawie. Laureatami zostali:
- Przebój roku: Kasia Cerekwicka - „Na kolana"
- Wykonawca roku: Virgin
- Płyta roku: Beata - „Teraz płynę"
- Odkrycie roku: Gosia Andrzejewicz
- Wydarzenie roku: „Taniec z gwiazdami"
- Medialna osobowość roku: Piotr Rubik
- Nagroda tygodnika „Wprost” za najlepszy tekst piosenki - Myslovitz - „W deszczu maleńkich żółtych kwiatów"
- Teledysk roku (nagroda Onet.pl): „Niech mówią, że to nie jest miłość” - Piotr Rubik
- Super Dziób: Marek Grechuta

## Złote Dzioby 2005
Gala wręczenia nagród odbyła się 17 listopada 2005 roku w warszawskim klubie Tango i Cash. Laureatami zostali:
- Przebój Roku: Szymon Wydra i zespół Carpe Diem - „Życie jak poemat"
- Wykonawca Roku: Andrzej „Piasek” Piaseczny
- Odkrycie Roku: Bracia
- Medialna Osobowość Roku: Szymon Majewski
- Płyta roku: Hedone - „Playboy"
- Kulturalne wydarzenie Roku: film „Karol, człowiek, który został Papieżem"
- Nagroda tygodnika „Wprost” za najlepszy tekst piosenki - Krzysztof Grabowski
- Super Dziób: Grzegorz Ciechowski

## Laureaci – ranking
| Liczba zdobytych Złotych Dziobów | Wykonawca |
| -------------------------------- | --- |
| 5                                | Doda |
| 3                                | Feel |
| 2                                | Andrzej Piaseczny, Kombii, PIN, Piotr Rubik |
| 1                                | Szymon Wydra, Bracia, Grzegorz Ciechowski, Kasia Cerekwicka, Beata Kozidrak, Gosia Andrzejewicz, Myslovitz, Marek Grechuta, Paweł Kukiz, Katarzyna Nosowska, Patrycja Markowska, Manchester, Stachursky, Perfect, Agnieszka Chylińska, Kasia Kowalska, Ewa Farna, Jan Borysewicz, Szymon Majewski, Jurek Owsiak, Krzysztof Grabowski |